# 達科他 (伊利諾伊州)
達科他（英語：Dakota）是一個位於美國伊利諾伊州斯蒂芬森縣的城鎮。

## 地理
達科他的座標為42°23′17″N 89°31′27″W / 42.38806°N 89.52417°W，而該地的平均海拔高度為288米（即945英尺）。

## 人口
根據2010年美國人口普查的數據，達科他的面積為0.74平方千米，當中陸地面積為0.74平方千米，而水域面積為0.00平方千米。當地共有人口506人，而人口密度為每平方千米684人。